# Roy Saari
Roy Allen Saari (Buffalo, 25 febbraio 1945 – Mammoth Lakes, 30 dicembre 2008) è stato un nuotatore statunitense.
Specializzato nello stile libero e nei misti, ha vinto la medaglia d'oro nella staffetta 4x200m sl ai Giochi olimpici di Tokyo 1964, in aggiunta all'argento nei 400m misti.
Nel 1976 è diventato uno dei Membri dell'International Swimming Hall of Fame.
È stato primatista mondiale sulla distanza dei 1500m (scendendo per primo sotto la barriera dei 17 minuti) e della staffette 4x200m sl.

## Palmarès
- Olimpiadi

Tokyo 1964: oro nella staffetta 4x200m sl e argento nei 400m sl.
- Giochi panamericani

1963 - San Paolo: oro nei 400m e 1500m sl.